# 322577 Stephanhellmich
322577 Stephanhellmich è un asteroide della fascia principale. Scoperto nel 2001, presenta un'orbita caratterizzata da un semiasse maggiore pari a 3,2510335 au e da un'eccentricità di 0,0598085, inclinata di 5,35587° rispetto all'eclittica.